# Sandra (pjevačica)
Sandra Ann Lauer (Saarbrücken, 19. svibnja 1962.), poznatija pod umjetničkim imenom Sandra njemačka je pop pjevačica.
Glazbenu karijeru započela je kao tinejdžerica, a sa 17 godina pridružila se disko sastavu Arabesque. Samostalnu karijeru započela je 1984., a vrh popularosti dosegla je u drugoj polovini 1980-ih međunarodno poznatim uspješnicama: „(I'll Never Be) Maria Magdalena” (1985.), „In the Heat of the Night” (1985.), „Everlasting Love” (1987.), „Secret Land” (1988.), „Hiroshima” (1990.), i „Don't Be Aggressive” (1992.).
S prodajom od preko 30 milijuna nosača zvuka, smatra se jednom od najuspješnijih njemačkih glazbenica.

## Studijski albumi
- The Long Play (1985.)
- Mirrors (1986.)
- Into a Secret Land (1988.)
- Paintings in Yellow (1990.)
- Close to Seven (1992.)
- Fading Shades (1995.)
- The Wheel of Time (2002.)
- The Art of Love (2007.)
- Back to Life (2009.)
- Stay in Touch (2012.)

## Vanjske poveznice
- Službene stranice